# Диджей Снейк
Уилям Сами Етиен Григасин (на френски: William Sami Etienne Grigahcine), по-известен като Диджей Снейк, е френски музикален продуцент и диджей.

## Ранен живот
Уилям Сами Етиен Григасин е роден на 13 юни 1986 г. в алжирско семейство в Париж и е израснал в Ермонт, в района на Banlieue в предградията на Париж, който той описва като гето. Той определя KRS-One и Cypress Hill като влияния. За своя прякор Григасин казва: „Когато започнах да се занимавам с музика, всички първоначално ме наричаха Snake в моя град, аз бях като Диджей Снейк и се съгласих с този псевдоним. Започва да се занимава, като диджей на 14-годишна възраст“.
В ранната си кариера Диджей Снейк участва в клубове, включително Les Bains Douches в Париж.

## Кариера
През 2011 г. Диджей Снейк е продуцент на албума на Лейди Гага Born This Way. Това му донася номинация за Грами за албум на годината през февруари 2012 г. Диджей Снейк пише музиката на песента Government Hooker, която е избрана за най-добра от феновете на Лейди Гага след издаването на албума.
През 2013 г. Диджей Снейк издава три песни с Paul DJ White Shadow Blair в албума на ARTPOP на Lady Gaga, включително Applause, Sexxx Dreams и Do What U Want.
През октомври 2015 г. Диджей Снейк и Tchami са ранени при автомобилна катастрофа.

### Сингли
- Turn Down for What (с Лил Джон) (2014)
- Get Low (с Дилън Франсис) (2014)
- You Know You Like It (2014)
  - Lean On (с Мейджър Лейзър, MØ) (2015)
  - Middle (featuring Bipolar Sunshine) (2015)